# 仁階堂拓哉
仁階堂 拓哉（にかいどう たくや、1975年 - ）は、警備業研究者。

## 略歴
- 1975年、神奈川県横浜市に生まれる
- 1998年、神奈川大学卒業 学士（貿易学）
- 1999年、神奈川大学科目履修生及び青葉学園短期大学科目履修生修了
- 2000年、開成町環境審議会　委員（２期４年）
- 2006年、特定非営利活動法人 日本防犯装備協会 常務理事に就任
- 2008年、関東学院大学大学院法学研究科法律学専攻博士前期課程修了 修士（法学）
- 2008年　警備業マニアとして活動を開始。警備業に関する諸問題を警備新報にて投稿文で不定期にて情報を発信。
- 2010年、法政大学大学院政策創造研究科政策創造学専攻博士後期課程入学
- 2012年、法政大学大学院公共政策研究科公共政策学専攻博士後期課程に転籍
- 2013年、法政大学大学院公共政策研究科公共政策学専攻博士後期課程 退学
- 2017年、東京富士大学　イベント社会工学研究所　客員研究員（1年間）

## 著書
- 『安全・安心を創出する15の視点』（共著:2009年、東京法令）
- 『警備業を考察する5つの視点―安全・安心な社会実現のための学術論文集』（編著:2009年、㈱警備保障新聞社）
- 『 防犯装備士養成講習会公認テキスト第3版』（単著：2009年、特定非営利活動法人 日本防犯装備協会）
- 『専門家が断言する「絶対安全な鍵(錠)と防犯フィルムの選び方』（単著：2005年、開成安全生活）
- 『調理師国家試験テストに出るとこしか教えない現役教員が作成する秘密の合格テキスト』（単著：2005年、開成安全生活）

## 論文
- 『警備に関する公私の法的区分とその課題 : 地域警察警備と民間施設警備業務を中心に』（単著：2007年、関東学院大学大学院学位請求論文）
- 『改正警備業法における警備員の基礎教育システムについて』（単著：2007年、関東学院大学法研論集 ）
- 『防犯機器の区分に関する一案 : 防犯設備と防犯装備について』（単著：2010年、関東学院大学法研論集 ）
- 『警備員が携行できる護身具制限の妥当性と教育の不備』（単著：2019年、青少年問題 第66巻674号（平成31年4月号））